# Pinobee : Les Ailes de l'aventure
Pinobee : Les Ailes de l'aventure (Pinobee no Daibouken - Pinobee: Quest of Heart en version originale japonaise) est un jeu vidéo de plates-formes développé par Artoon, sorti en 2001 sur Game Boy Advance. Il fait partie de la série Pinobee. Il s'agit du premier de celle-ci sur Game Boy Advance et était disponible au lancement de la console.

## Accueil
- Jeuxvideo.com : 12/20[3]